# Ратуша Рованиеми
Ратуша Рованиеми (фин. Rovaniemen kaupungintalo) ― главное муниципальное административное здание города Рованиеми в Финляндии.
Здание было спроектировано финским архитектором Алваром Аалто, и хотя проектные работы начались в 1960-х годах в рамках реконструкции центра Рованиеми, строительство ратуши было завершено только в 1986 году, уже после смерти Аалто.
Ратуша является частью единого комплекса общественных и административных зданий, спроектированных Аалто и ставших культурным центром города ― наряду с залом «Лаппиа» и публичной библиотекой Рованиеми. В настоящее время этим зданиям присвоен статус объекта культурного наследия национального значения (фин. Valtakunnallisesti merkittävä rakennettu kulttuuriympäristö).
Здание ратуши состоит из центрального корпуса и нескольких примыкающих к нему крыльев. Ключевые помещения, такие, как кабинет главы города и зал заседаний городского совета, расположены в центре сооружения у главного входа. 
Недалеко от ратуши находится массивная каменная скульптурная композиция «Рождение гор» (фин. Vuorten Synty) работы скульптора Каина Таппера, созданная в 1988 году. Длина скульптуры составляет 120 метров, а максимальная высота ― 2,3 метра. Она символизирует возрождение Рованиеми после Лапландской войны.